# 세 가지 색: 레드
《세 가지 색: 레드》(프랑스어: Trois couleurs: Rouge, 영어: Three Colours: Red, 폴란드어: Trzy kolory. Czerwony)는 1994년 개봉한 로맨틱, 미스터리 영화이다. 크쥐시토프 키에슬로프스키 감독의 마지막 작품이자, 《세 가지 색》 삼부작 중 세 번째 작품이다. 

## 소개
프랑스 영화 삼색 시리즈의 세 번째 작품으로 프랑스의 국기 색깔인 빨강을 본따왔으며 부제는 박애이다.  

## 줄거리
제네바 대학생이자 모델로 일하는 발렌틴은 남자친구 미셸과 잦은 연락을 하지만, 그는 현재 영국에 있다. 어느 날 밤, 발렌틴은 우연히 강아지를 차로 치게 되고, 그 개의 주인인 은퇴한 판사 조제프 케른을 만나게 된다. 케른은 강아지에 대한 무관심한 태도를 보이지만, 발렌틴은 강아지를 직접 돌보기로 결심한다. 발렌틴은 이후 케른이 이웃들의 통화를 엿듣는다는 것을 알게 되고, 그를 비난하지만, 결국 그의 행동이 사람들의 삶에 큰 영향을 미치지 못한다는 것을 깨닫는다.
케른은 발렌틴에게 젊은 법대생 오귀스트와 그의 여자친구 카린의 통화를 들려주고, 발렌틴의 남동생이 마약 중독자라는 사실을 추측한다. 실망한 발렌틴은 케른을 불쌍히 여기지만, 케른은 자신의 엿듣기 행위를 경찰에 신고하여 소송을 당한다. 한편, 오귀스트는 판사 시험에 합격하고 케른의 재판을 맡게 된다. 법정에서 케른은 카린이 다른 남자와 만나는 것을 목격하고, 자신의 행동이 발렌틴을 다시 보기 위한 것이었음을 고백한다. 발렌틴은 곧 영국으로 떠날 예정이고, 케른은 그녀에게 배를 타고 가라고 조언한다.
케른은 발렌틴에게 자신이 과거에 사랑했던 여인이 사고로 죽었으며, 마지막 재판에서 그 여인의 연인을 다룬 이야기를 털어놓는다. 발렌틴은 영국으로 떠나기 전, 케른을 패션쇼에 초대하고, 케른은 발렌틴이 50세에 행복해하는 꿈을 이야기하며 그녀와 다시 만나기로 약속한다. 발렌틴은 영국으로 가는 배에 탑승하고, 오귀스트 역시 배에 오른다. 다음 날, 폭풍우로 인해 발렌틴과 오귀스트가 탄 배와 카린의 요트가 침몰하고, 극적으로 7명만이 구조된다. 구조된 사람들 중에는 발렌틴과 오귀스트, 그리고 이전 시리즈의 등장인물들이 포함되어 있다. 케른은 이 소식을 듣고 안도한다.

## 출연
- 이렌 야코프 - 발렌틴 역
- 장루이 트린티냥 - 노 판사 역

## 한국어 더빙 성우진

### KBS (1996년 5월 12일)
- 이완호 - 판사(장루이 트린티냥)
- 서혜정 - 발랑틴(이렌느 야곱)
- 김정경
- 강은영
- 조미란
- 강수진
- 김승준
- 홍성헌
- 구자형
- 오인성

### SBS (2004년 1월 2일)
- 김세한 - 판사(장루이 트린티냥)
- 김서영 - 발렌틴(이렌느 야곱)
- 윤여진 - 카린(프레데릭 프데르)
- 안용욱 - 오귀스트(장 피에르 로리)
- 이성
- 송연희
- 김창주
- 김혜경
- 조유연
- 오인성

## 같이 보기
- 세 가지 색: 블루
- 세 가지 색: 화이트